# Miles O'Brien
Miles Edward O'Brien é um personagem da franquia de entretenimento Star Trek. Ele foi um personagem recorrente em Star Trek: The Next Generation antes de se tornar um dos personagens principais de Star Trek: Deep Space Nine; depois de Worf, ele é o personagem com o maior número de aparições na franquia, em todas elas sendo interpretado por Colm Meaney.

## História
Miles Edward O'Brien nasceu em Killarney, Irlanda, Terra, em setembro de 2328. Seu pai, Michael O'Brien, queria que ele tocasse um violoncelo, então ele foi atrás disso e eventualmente foi aceito na Academia de Música de Aldebaran. Entretanto, alguns dias antes do início das aulas, ele decidiu entrar na Frota Estelar.
O'Brien serviu como oficial tático da USS Rutledge, sob o comando do Capitão Benjamin Maxwell, durante a Guerra Cardassiana, ficando emocionalmente abalado depois de presenciar o massacre de centenas de civis em Setlik III.

### The Next Generation
A primeira aparição de O'Brien em Star Trek: The Next Generation foi como o controlador de voo da ponte de batalha da USS Enterprise-D no episódio "Encounter at Farpoint". Em quase todas as suas aparições subsequentes na série, todavia, ele é o operador do transporte.
Em 2367, ele é forçado a confrontar Benjamin Maxwell, seu antigo capitão na Rutledge, quando Maxwell ataca naves e postos cardassianos sem autorização, quase levando a Federação Unida dos Planetas a uma nova guerra contra a União Cardassiana.
Durante a Guerra Civil Klingon, O'Brien é designado para servir como oficial tático da Enterprise, depois de Worf ter saído da Frota e do remanejamento de oficiais para outras naves promovido pelo capitão Picard.
O'Brien se casou com Keiko Ishikawa abordo da USS Enterprise, onde eles também têm sua primeira filha, Molly.